# ロイス・オペンダ
イコマ・ロイス・オペンダ（Ikoma Loïs Openda、2000年2月16日）は、ベルギー・リエージュ出身のサッカー選手。RBライプツィヒ所属。ポジションはFW。ベルギー代表。

## クラブ経歴
クラブ・ブルッヘの下部組織出身。2018年8月10日、KVコルトレイク戦でトップチームデビューを果たした。
2020年7月21日、フィテッセに1シーズンのレンタルで加入した。
2022年7月8日、リーグ・アンのRCランスに5年契約で完全移籍することが発表された。ランスでは公式戦42試合で21得点を挙げ、チームのUEFAチャンピオンズリーグ出場権獲得に貢献するとともに、自身はリーグ・アンの最優秀選手候補にノミネートされた（受賞はリオネル・メッシ）。
2023年7月14日、ブンデスリーガのRBライプツィヒへ移籍し、5年契約を締結した。移籍金は約66億円とみられている。

## 代表経歴
ベルギーの各世代別代表を経て、2022年6月8日、UEFAネーションズリーグのポーランド代表戦にてベルギー代表デビューを果たし、93分には初ゴールも挙げた。

## 個人成績

### クラブ
2022-23シーズン終了時点
| クラブ            | シーズン     | リーグ戦                 | リーグ戦 | リーグ戦 | 国内カップ | 国内カップ | 国際大会 | 国際大会 | その他 | その他 | 合計 | 合計 |
| クラブ            | シーズン     | ディビジョン             | 出場     | 得点     | 出場       | 得点       | 出場     | 得点     | 出場   | 得点   | 出場 | 得点 |
| ----------------- | ------------ | ------------------------ | -------- | -------- | ---------- | ---------- | -------- | -------- | ------ | ------ | ---- | ---- |
| クラブ・ブルッヘ  | 2018-19      | ジュピラー・プロ・リーグ | 20       | 4        | 1          | 0          | 7        | 0        | -      | -      | 28   | 4    |
| クラブ・ブルッヘ  | 2019-20      | ジュピラー・プロ・リーグ | 15       | 0        | 3          | 0          | 7        | 1        | -      | -      | 25   | 1    |
| クラブ・ブルッヘ  | 通算         | 通算                     | 35       | 4        | 4          | 0          | 14       | 1        | -      | -      | 53   | 5    |
| フィテッセ (loan) | 2020-21      | エールディヴィジ         | 33       | 10       | 5          | 3          | -        | -        | -      | -      | 38   | 13   |
| フィテッセ (loan) | 2021-22      | エールディヴィジ         | 33       | 18       | 2          | 1          | 11       | 4        | 4      | 1      | 50   | 24   |
| フィテッセ (loan) | 通算         | 通算                     | 66       | 28       | 7          | 4          | 11       | 4        | 4      | 1      | 88   | 37   |
| ランス            | 2022-23      | リーグ・アン             | 38       | 21       | 4          | 0          | -        | -        | -      | -      | 42   | 21   |
| キャリア通算      | キャリア通算 | キャリア通算             | 143      | 54       | 15         | 3          | 25       | 10       | 4      | 1      | 188  | 68   |

## 代表歴

### 出場大会
- ベルギー代表
  - 2022 FIFAワールドカップ

### 試合数
- 国際Aマッチ 14試合 2得点（2022年-）[11]

| ベルギー代表 | 国際Aマッチ | 国際Aマッチ |
| 年           | 出場        | 得点        |
| ------------ | ----------- | ----------- |
| 2022         | 6           | 2           |
| 2023         | 8           | 0           |
| 2024         |             |             |
| 通算         | 14          | 2           |

## 人物
ベルギーで生まれ、モロッコとコンゴ民主共和国のパスポートを保持する。